# AN/TPQ-50
AN/TPQ-50 — радиолокационная станция контрбатарейной борьбы (англ. Lightweight Counter Mortar Radar (LCMR)) с фазированной антенной решёткой лёгкой артиллерийской разведки производства американской компании SRC Inc. (ранее Syracuse Research Corporation). Станция предназначена для обнаружения пуска снарядов минометных установок противника, систем РСЗО, полевых и самоходных артиллерийских установок. Является дальнейшим развитием станции AN/TPQ-48.

## Описание

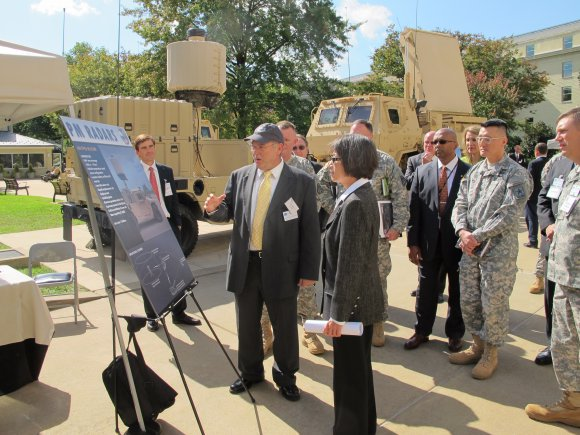
AN/TPQ-53 и AN/TPQ-50 в открытой экспозиции во время выставки для Пентагона 10 октября 2012 г.

AN/TPQ-50 и AN/TPQ-49 создавались для сил быстрого развёртывания (QRC) армии США компанией SRC Inc. по официальной программе LCMR(V)3 — третья версия технологии LCMR. Одним из основных требований, предъявляемых к LCMR(V)3, состояло в том, чтобы повысить точность «точки для прицеливания» до требуемого уровня, так как более ранние версии радаров AN/TPQ-48 и AN/TPQ-47 (поколение LCMR(V)2) — имели точность определения местоположения пуска артиллерийского выстрела только около 100 метров. Также он должен закрыть «бреши» в работе радара AN/TPQ-53, работающего на большей дальности взаимодействуя с ним в тандеме. AN/TPQ-50 создан для регулярной армии, а AN/TPQ-49 предназначен для экспедиционных сил. Но оба радара должны приводиться на боевое дежурство в кратчайшие сроки и интегрироваться в артиллерийские системы для защиты передовых оперативных баз. Первые поставки AN/TPQ-50 состоялись в 101-ю воздушно-десантную дивизию США в 2012 году.
AN/TPQ-50 — это радар легкой артиллерийской разведки, предназначенный, прежде всего, для вскрытия минометных позиций противника. Работает в L-диапазоне частот (1250 … 1350 МГц) в секторе возвышения от 0° до 30° с обзором на 360 градусов. Способен обнаруживать артиллерийские выстрелы (минометные и/или ракетные) и рассчитывать их траектории. Для работы может устанавливаться на треноги, мачты, или колёсные платформы типа HMMWV. По своим массо-габаритным характеристикам схож с переносной РЛС AN/TPQ-48.
По сравнению с предыдущей модификацией РЛС AN/TPQ-48(V)2, AN/TPQ-50 имеет увеличенную в 2 раза эффективную дальность обнаружения боеприпасов на траектории полёта до 10 км, при точности определения координат с погрешностью до 50 м в круговом режиме обзора. Кроме того, станция может перенастраиваться для работы в узком азимутальном секторе, что позволяет в 1,5 раза увеличить дальность поиска целей. Данная станция может интегрироваться в автоматические системы управления артиллерией, например типа АСУ «Афатдс», что обеспечивает дистанционную автоматическую передачу целеуказания средствам огневого поражения в режиме реального времени. Как заявлено в официальном бюллетене, также в отличие от своего предшественника, станция способна обнаруживать цели с более настильной траекторией полёта, рассчитывает координаты пуска более точно и с большего расстояния. Также охват зоны позволяет одновременно обнаруживать и отслеживать несколько выстрелов из отдельных мест в пределах зоны наблюдения (700 кв. км.). Радар также можно перенастроить с кругового обзора (360°) на сканирование определённого сектора, обеспечивая тем самым сфокусированный контроль сектора с более частой частотой обновления. Сама установка была разработана и протестирована по стандартам армии США: MIL-STD-461E (требования к контролю электромагнитных помех оборудования и подсистем); MIL-STD-464A (требования к электромагнитным воздействиям окружающей среды на системы оборудования).

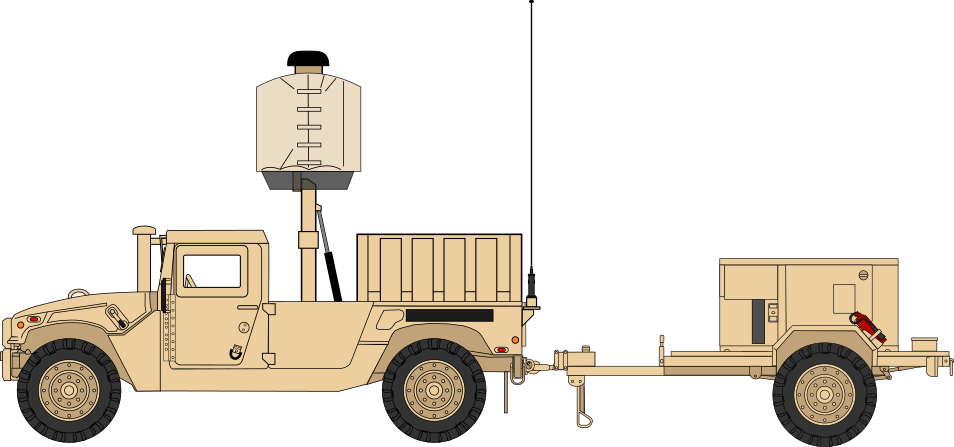
AN/TPQ 50

В состав РЛС AN/TPQ-50 входят: антенная система с приемопередатчиком; устройство цифровой обработки сигналов; автоматизированное рабочее место оператора (АРМ), выполненное на базе портативного компьютера: также в состав может входить электрогенератор переменного тока.

### Принцип работы
При засечке пуска боеприпаса в зоне ответственности, радар посылает предупреждение о ранней засечке цели. Затем подсистемы станции собирают данные для точного определения точки пуска. Далее эта информация передаётся на интегрированный командно-диспетчерский пункт или системе ПВО малой дальности для нанесения ответного удара.

### Расшифровка названия
Согласно Joint Electronics Type Designation System название AN/TPQ-50 расшифровывается так:
аббревиатура «AN/» обозначает армию и флот (первая литера от англ. army — сухопутные войска, вторая от англ. navy — морские силы).
«Т» указывает на то, что эта установка может транспортироваться, но при этом не является неотъемлемой частью транспортного средства (установки на смонтированные на транспортных средствах обозначаются «V»).
«P» указывает на радар.
«Q» обозначает устройство специального назначения.
«50» обозначает 50-е версию данного семейства.

## ТТХ и Конструктивные особенности

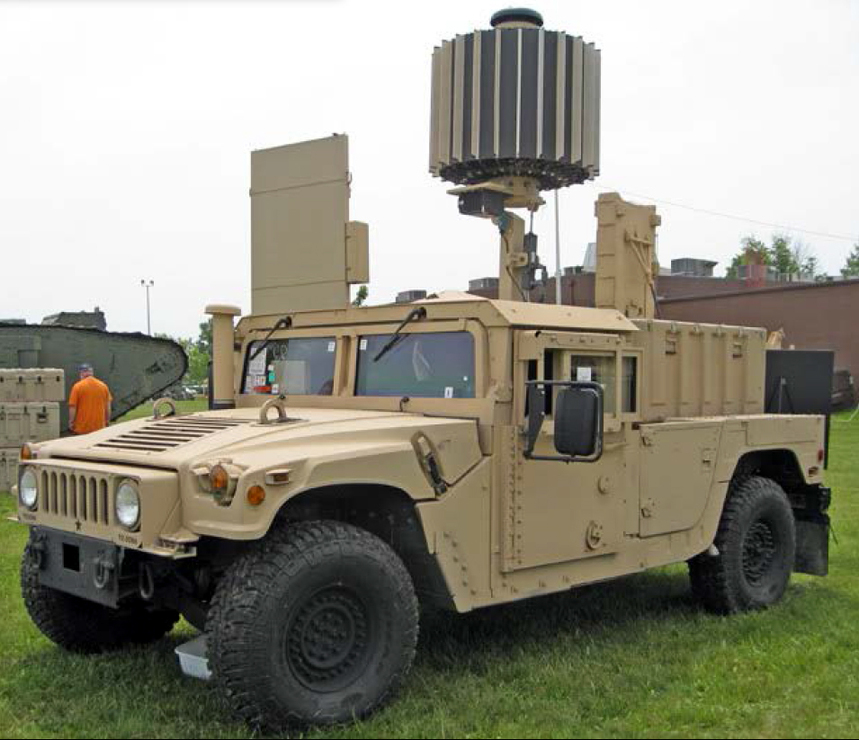
AN/TPQ-50 без защитного чехла установленный на платформе HMMWV

- Назначение: определение координат батарей противника, контроль воздушного пространства
- Диапазон излучения антенны: L.
- Дальность обнаружения целей: до 10 км (эффективная), до 15 км (максимальная).
- Точность определения положения пуска: 50 м на дальности до 15 км, в зависимости от типа оружия и траектории точность может ухудшаться.
- Сопровождение цели: нескольких целей в 3-D пространстве.
- Поддержка IP-сетей: да.
- Конструкция: без подвижных внешних частей антенны
- Требования к питанию: источник переменного тока 110/240 В, 3000 Вт, 50–400 Гц
  - или источник постоянного тока 24 В.
- Потребляемая мощность: 1200 Вт
- Вес: менее 500 фунтов (< 227 кг)
- Размеры:
  - высота: более 2 м (на штативе)
  - диаметр: около 102 см

## На вооружении
- США
- Украина[5]